# برواليا حادة الفلقات
برواليا حادة الفلقات (الاسم العلمي:Browallia acutiloba)  هو نوع من النباتات يتبع جنس برواليا من الفصيلة الباذنجانية.